# Erythrus atrofuscus
Erythrus atrofuscus är en skalbaggsart som beskrevs av Hayashi 1977. Erythrus atrofuscus ingår i släktet Erythrus och familjen långhorningar. Inga underarter finns listade i Catalogue of Life.